# 20世纪哲学
20世纪哲学见证了一些新哲学学派的发展——包括逻辑实证主义、分析哲學、現象學、存在主义和後結構主義。这一时代的哲学常被称为当代哲学，是大致从勒内·笛卡尔发展至19世纪末20世纪初的近代哲學的接替者。
与其他学术学科一样，哲学在二十世纪日益專業化，过去认为自己属于分析哲學学派或是歐陸哲學学派的哲学家之间同样发生了分裂。然而，对于术语和分裂背后的原因都有争议，也有哲学家认为自己可以弥合这一分歧，比如过程哲学的倡导者和新实用主义者。此外，二十世纪的哲学变得越来越技术化，非专业人士更难理解这一时期的哲学。
埃德蒙德·胡塞爾的《逻辑研究》（1900–1901年）和伯特兰·罗素的《数学原则》（1903年）的出版被认为标志着20世纪哲学的开端。

## 分析哲学
分析哲学是20世纪在英语国家占主导地位的哲学风格的总称。在美国、英国、加拿大、斯堪的纳维亚、澳大利亚和新西兰，绝大多数大学的哲学系都将自己定位为分析哲学系。

### 知识论
英美传统的认识论因爱德蒙德·葛梯尔1963年发表的论文《得到确证的真信念是知识吗？》而发生了根本性的震动。这篇论文对可追溯到柏拉图的传统知识表述提供了反例。葛梯尔问题得到了大量哲学家的回应，这些回应者一般可以分为内在主义和外在主义两派，后者包括阿尔文·戈德曼、弗莱德·德雷兹克、戴维·马莱特·阿姆斯特朗和阿尔文·普兰丁格。

### 逻辑实证主义
逻辑实证主义（或称逻辑经验主义、新实证主义、科学经验主义）是一种将经验主义——经验证据对知识不可或缺的思想——与一种包括对数学和逻辑语言学的构造和知识论的演绎的理性主义相结合的哲学。维也纳学派是这一哲学的拥护者。

### 新实用主义
新实用主义（或称语言实用主义），是一个自20世纪兴起的哲学学派，其重新引入了实用主义的许多概念。2004年的《布莱克维尔西方哲学词典》将新实用主义定义为“由美国哲学家理查德·罗蒂发展的实用主义的后现代版本，同时结合了约翰·杜威、马丁·海德格尔、威尔弗里德·塞拉斯、威拉德·范奥曼·蒯因和雅克·德里达等人的思想。其摒弃了普遍真理、认识论基础主义、表象主义和认识论客观性。其为一种唯名论的方法，否认自然种类和语言实体具有实质性的本体论意义”。

### 日常语言哲学
日常語言哲學是一种把传统的哲学问题看作是哲学家通过歪曲或忘记词语在日常使用中的实际含义而产生的误解的哲学学派。该学派的研究方法通常包括放弃哲学“理论”，转而关注日常语言使用中这些词语的含义及其使用细节。这一哲学有时被称为“牛津哲学”因为其与20世纪中期一批处于牛津的教授有关：如约翰·朗肖·奥斯丁、吉尔伯特·赖尔、賀伯特·賴尼爾·阿道弗斯·哈特和彼得·弗雷德里克·斯特劳森。后来的路德维希·维特根斯坦是牛津外最有名的普通语言哲学的倡导者。该学派的第二代倡导者包括史丹利·卡维尔和约翰·罗杰斯·希尔勒。
- 路德维希·维特根斯坦：路德维希·维特根斯坦是一位语言哲学家，其在哲学方面出版了许多著作，如《逻辑哲学论》、《哲学研究》和《论确定性》。这些著作探讨了意义、语言和认识论中的概念。在《哲学研究》中，维特根斯坦提出了他最重要的哲学贡献之一的语言游戏理论。根据这种哲学，语言的功能类似于特定的游戏，语言中也有类似游戏规则的语言规则教导玩家如何玩这一语言。但是，对维特根斯坦来说，语言的规则并不那么明确，而且他无法给这些规则命以精确的名字[6]。
- 索尔·阿伦·克里普克：索尔·阿伦·克里普克是一位语言哲学家，他撰写了《命名与必然性》等论文。《命名与必然性》介绍了克里普克的可能世界理论，以及他如何从识别和命名的角度来理解对实际世界有必要的东西[7][8]。他还撰写了《维特根斯坦规则和私人语言》一文，介绍了他对维特根斯坦《哲学研究》的新解读。这种解读阐述了怀疑论的悖论，它怀疑人们解释任何特定语言游戏规则的根据和理由。克里普克质疑，为什么人们会不由自主地将“68+57”解释为一个需要加法函数的问题，而不是如规则为“x⊕y=xty，若x, y<57          = 5     否则”的卡法函数这般的函数[9]
- 威拉德·范奥曼·蒯因：威拉德·范奥曼·蒯因是一位语言哲学家，他对“命名”这一概念以及名称、属性和被命名的事物之间的关系做出了重大贡献。他提出了著名的“gavagai”例子，以说明命名的模糊性；如果一个人说“gavagai！”，另一个不熟悉兔子的人就不清楚第一个人在命名什么。即使有他人的明示，不熟悉兔子的人也可能认为“gavagai”是指兔子的爪子、耳朵等。他用这个例子说明，没有明确的命名就没有办法从一种语言准确地翻译到另一种语言。蒯因还提出了“思想博物馆”这一概念，这一概念是指，每个人都能接触到一系列的概念，这些概念有助于命名的进行和我们对世界所确定的真理间的关系。蒯因还提出了两条经验主义教条——分析主义教条和综合主义教条，用他的相对主义削弱经验主义[10]。

## 欧陆哲学
今日，欧陆哲学是指欧洲大陆19世纪和20世纪的一系列哲学学派。这个词的起源于20世纪下半叶的英语哲学家，他们用欧陆哲学一词指称分析哲學之外的一系列思想家和理论。欧陆哲学至少包含以下学派：德国唯心主义、現象學、存在主义（包括其前身，如索倫·奧貝·克爾凱郭爾和弗里德里希·尼采的理论）、解釋學、結構主義、後結構主義、法国的女性主义、法蘭克福學派及其批判理論、西方马克思主义的相关分支以及精神分析理论。

### 存在主义
存在主义一般被认为是一种哲学和文化运动，其认为哲学思考的出发点必须是个人和个人的经验。对存在主义者来说，宗教和伦理的要求可能无法满足个人身份认同的愿望，有神论和无神论的存在主义都倾向于抵制主流宗教。索伦·克尔凯郭尔有时被称为存在主义之父，他作为一个基督教哲学家，从有神论的角度介绍了存在主义的关注点，即关注个人对上帝的理解以及由此对人类状况的影响。他认为个人的生活只有在与上帝的爱相关的情况下才会获得意义。存在主义者思想的共同点在于经验的首要地位、畏、荒謬和本真。

### 马克思主义
西方马克思主义，就20世纪的哲学而言，一般是指西欧和中欧的马克思主义哲学；这一点与苏联的马克思主义哲学不同。尽管卢卡奇·格奥尔格的《历史与阶级意识》与卡尔·科尔施于1923年出版的《马克思主义和哲学》常被视作西方马克思主义的先驱，但这一词汇的出现要等到更晚的莫里斯·梅洛-龐蒂的著作。

### 現象學
现象学是对经验现象的研究，由埃德蒙德·胡塞爾于20世纪初正式创立，是一种广泛的哲学运动。在胡塞尔最初的定义中，现象学主要涉及对意识结构和意识行为中出现的現象的系统思考和研究。这种现象学的本体论区别于笛卡尔的分析方法，后者把世界看作是物体、物体的集合，以及相互作用和反应的物体。
- 马丁·海德格尔：马丁·海德格尔是一位欧陆哲学家，他的《存在與時間》探讨了存在本身的概念（与部分关于存在的问题相反）。他在著作中介绍了他的“此有”（dasein）的概念，以讨论深深扎根于世界的物体，并否认任何形而上学二元论的主张。他以其关于特殊性的想法和关于人性的存在论主张——即“此有”与其他“此有”的存在——而闻名[14]。
- 霍顿斯·斯皮勒斯（英语：Hortense Spillers）：霍顿斯·斯皮勒斯是一位学者，她的理论在种族理论、哲学和文学的交汇处发挥了重要作用。她的重要文章包括《妈妈的宝贝，爸爸的也许》（Mama’s Baby, Papa’s Maybe），讨论了在命名和标记黑人，特别是黑人妇女方面的语言哲学。她在文中提出的论点是任何名字都具有历史性。事实上，为了对当代的名字做出判断，人们必须了解这个名字的历史。正因为如此，当代的黑人妇女因为种族的历史而在有害的名字、不准确的假设等方面遭受痛苦。她认为，种族已经变成了一个单纯的否定，因为人们被描述在一个特定的二进制体系下断言他人要么是“白人”要么是“非白人”。虽然在种族主义的影响下，黑人的身体，尤其是黑人女性的身体受到了伤害反映在了这些词之上，但斯皮勒斯仍认为，对有害词语的重新认识是有益的，因为这些词可以用来描述黑人女性对种族主义的愤怒[15]。

### 后结构主义
后结构主义是一个由美国学者所划定的标签，用来表示在20世纪60年代和70年代在国际上崭露头角的一系列法国知识分子的异质性作品。这个标签主要指20世纪中期法国和欧陆著名哲学家和理论家的思想。

### 結構主義
结构主义是一种理论范式，它强调文化元素必须从它们与一个更大的总体系统或“结构”的关系来理解。哲学家西蒙·布莱克本认为，结构主义是“相信人类生活的各种现象除了通过它们之间的相互关系外没有别的方法理解。这些关系因此构成了一种结构，所以在表面现象的局部变化背后，存在着抽象文化的恒定规律”。
- 米歇尔·福柯：米歇尔·福柯是一位跨越了社会学、心理学、哲学等领域的学者。他有名的著作包括《性史》和《規訓與懲罰》。他关于权力结构的哲学是他在诸多领域的最大贡献之一。在《主体与权力》中，福柯断言权力是一种通常表现在话语中的结构，并发生在人体所处的环境中。他具体解释称，人类并不拥有权力，而是以权力为中介。权力是发生在行动中的东西，虽然我们不能逃避权力的结构，但我们可以选择否认它可能表现出来的特定方式[20]。

## 扩展阅读
- Critchley, Simon. . Oxford; New York: Oxford University Press. 2001. ISBN 978-0-19-285359-2.
- Glendinning, Simon. . Edinburgh: Edinburgh University Press Ltd. 2006.